# PayEye
PayEye sp. z o.o. – polskie przedsiębiorstwo działające w branży fintech, specjalizujące się w biometrycznych metodach autoryzacji płatności, działające od 2019.

## Historia
Spółka założona w 2019 roku, która w 2020 jako pierwsza na świecie komercyjnie uruchomiła usługę płatności za pomocą identyfikacji użytkownika dzięki wykorzystaniu biometrii tęczówki oka pod nazwą PayEye. To pierwszy pełny, niezależny i bezpieczny ekosystem, na który składają się autorskie urządzenia płatnicze pod nazwą handlową eyePOS, aplikacja mobilna PayEye dla użytkowników oraz algorytmy przetwarzające tęczówkę oraz twarz na wzorzec biometryczny.
W 2021 roku podczas targów technologicznych GITEX TECHNOLOGY WEEK w Dubaju, spółka przedpremierowo zaprezentowała terminal eyePOS 2.0 oraz usługę PayEye 2.0, w której pioniersko wykorzystano fuzję biometrii opartą na tęczówce oka i twarzy. W 2022, również jako pierwszy podmiot na świecie, udostępniła technologię opartą na fuzji biometrii oka i twarzy pozwalającą na płatności spojrzeniem. W 2024 roku jako pierwsza firma w Europie wzięła udział w pilotażu w ramach globalnego programu Mastercard Biometric Checkout. W 2025 roku firma uruchomiła dodatkową usługę eyeID, pozwalającą na weryfikację wieku i automatyczny check-in.

## Nagrody i wyróżnienia
- Singapore Fintech Festival, nagroda Impact Finance 2020[13]
- Polska Nagroda Inteligentnego Rozwoju 2020[14]
- Polska Agencja Rozwoju Przedsiębiorczości Go to Brand[15]
- Rzeczpospolita Najbardziej Gorące Polskie Startupy 2021[16]
- Cashless Congress 4 Startups, finalista konkursu eDukat 2021[17]
- Start-up Challenge 2021, kategoria fintech[18]
- eDukat 2022 kategoria Najciekawszy start-up z obszaru płatności bezgotówkowych[19]
- Polski Produkt Przyszłości kategoria „Produkt Przyszłości Przedsiębiorcy 2022”[20]
- Nominacja do nagrody Money.pl 2022[21]
- My Company Polska Najlepsze Polskie Fintechy 2022[22]
- TOP10 wrocławskich startupów 2022 według Startup Poland[23]
- Lider Dynamiki rankingu 100 największych, polskich firm branży płatniczej 2022[24]
- Lider innowacji i technologii - Wyróżnienie Rzeczpospolita Cyfrowa 2022[25]
- Nominacja Fintech Summit Poland 2022 w kategorii "najlepsze rozwiązanie PayTech"[26].
- My Company Polskie Firmy Przyszłości 2022[27]
- Data Economy Innovators Awards 2023 w kategorii BEST SOLUTION![28]
- Wyróżnienie CMO Anny Andrych - STRONG WOMEN IN IT 2023 GLOBAL EDITION[29]
- Fintech Awards 2023 nagroda “Najlepsze rozwiązanie PayTech”[30]
- Cashless Fintech w kategorii Fintech Future, 2023[31]
- Nagroda CMO Anny Andrych Dyrektor Marketingu Roku w kategorii Best Startup Marketing[32]
- Kongres Gospodarki Elektronicznej Projekt Roku 2023[33],
- Wyróżnienie w konkursie "Teraz Polska", 2024[34]
- Nagroda CMO Anny Andrych Dyrektor Marketingu Roku 2024 w kategorii Positive Impact Personalities[35]
- Nagroda plebiscytu plebiscytu Cashless Pay 2024 w kategorii Najciekawsze wydarzenie płatnicze 2024 r.” [36]